# Cleora perlepidaria
Cleora perlepidaria là một loài bướm đêm trong họ Geometridae.